# Canoa/kayak ai Giochi della XI Olimpiade - C1 1000 metri
La competizione del C1 1000 metri di Canoa/kayak ai Giochi della XI Olimpiade si è disputata il giorno 8 agosto 1936 al bacino di Grünau, Berlino.

## Risultati
Si disputò direttamente la finale.
| Pos.    | Atleta          | Nazione        | Tempo  |
| ------- | --------------- | -------------- | ------ |
| Oro     | Frank Amyot     | Canada         | 5'32"1 |
| Argento | Bohuslav Karlík | Cecoslovacchia | 5'36"9 |
| Bronzo  | Erich Koschik   | Germania       | 5'39"0 |
| 4       | Otto Neumüller  | Austria        | 5'47"0 |
| 5       | Joseph Hasenfus | Stati Uniti    | 6'02"6 |
| 6       | Joé Treinen     | Lussemburgo    | 7'39"5 |